# قرار مجلس الأمن التابع للأمم المتحدة رقم 1578
قرار مجلس الأمن التابع للأمم المتحدة رقم 1578، المتخذ بالإجماع في 15 كانون الأول / ديسمبر 2004، بعد النظر في تقرير الأمين العام كوفي عنان بشأن قوة الأمم المتحدة لمراقبة فض الاشتباك، مدد المجلس ولايتها لمدة ستة أشهر أخرى حتى 30 حزيران / يونيه 2005 .
ودعا القرار الأطراف المعنية إلى التنفيذ الفوري للقرار 338 (1973) وطلب من الأمين العام تقديم تقرير عن الوضع في نهاية تلك الفترة.
وجاء في تقرير الأمين العام عملا بالقرار السابق بشأن قوة الأمم المتحدة لمراقبة فض الاشتباك أن الوضع بين إسرائيل وسوريا ظل هادئا بشكل عام، على الرغم من أن الوضع في الشرق الأوسط ككل ظل خطيرا إلى أن يتم التوصل إلى تسوية.

## روابط خارجية
- نص القرار في undocs.org